# Protest Vendée Pro
Le Protest Vendée Pro est une compétition de surf à Brétignolles-sur-Mer (Vendée, Pays de la Loire). Chaque année, c'est une des premières compétition du circuit européen. C'est une étape l'ASP Men's Star**** du circuit de qualification au championnat du monde de surf qui permet d'atteindre l'ASP World Tour rassemblant les 44 meilleurs surfeurs professionnels.
La compétition a vu le jour en 1999 sous le nom de Vendée Surf Pro. Elle s'inscrit dans le cadre de l'ASP Men's Star depuis 2001.
En 2009, elle prend le nom de Protest Vendée Pro. La marque hollandaise Protest, connue dans le monde des sports alternatifs et plus particulièrement dans le snowboard et le surf devient, en effet, l'un des sponsors majeurs de l'évènement (avec le Conseil Général de la Vendée).

## Vainqueurs
| 2012 | Marlon Lipke      | Allemagne   |
| 2011 | Tim Boal          | France      |
| 2010 | Joan Duru         | France      |
| 2009 | Joan Duru         | France      |
| 2008 | Romain Laulhé     | France      |
| 2007 | Tim Boal          | France      |
| 2006 | Patrick Gudauskas | États-Unis  |
| 2005 | Eric Rebière      | France      |
| 2004 | Patrick Beven     | France      |
| 2003 | Frédéric Robin    | La Réunion  |
| 2002 | Frédéric Robin    | La Réunion  |
| 2001 | Eneko Acero       | Pays basque |

## Le spot de La Sauzaie
Situé à La Sauzaie - Brétignolles-sur-Mer,  le spot est une plage sauvage bordée d'une côte rocheuse. Ce spot fut découvert par les Anglais dans les années 1980. 
La Sauzaie est une vague de rocher déroulant en droite et en gauche, qui réagit comme une vague de reef (reef break). Cette vague est bien différente des beach-breaks landais. Sa proximité avec la corniche la présente dans une véritable arène naturelle permettant de voir les surfeurs évoluer. 
Le spot est éclairé tous les soirs d’Avril à Septembre. 
Les meilleures conditions pour profiter de cette vague : un vent nul ou offshore(le spot supportant mal les vents d'ouest et sud), entre 2h avant et 2h après la marée haute.